# 高木延秀
高木 延秀（たかぎ のぶひで、1970年3月11日 - ）は、日本の元歌手・俳優であり、男性アイドルグループ・忍者の元メンバーでもある。愛称は、ノブくん。1980年代から1990年代にかけて活躍した。芸能界引退後、飲食店勤務、ジャニーズJr.のマネージャーなどを経て、現在は東京都内の一般企業に勤めている。
東京都板橋区出身。血液型・O型。身長・168cm。

## ジャニーズ時代の参加ユニット
- 少年忍者
- 少年御三家
- 忍者
- 四銃士

## 人物・来歴
- 1980年代半ばにジャニーズ事務所に入所。
- 忍者のメンバーとして、1990年8月にCDデビュー。高い身体能力を持ち、前宙や連続バック転、バック宙など、ダンスの中でアクロバットを披露していた。
- 高校は東京都立北園高等学校を受験して合格したが、芸能活動を優先して入学はしなかった。

## 主な出演番組

### テレビドラマ
- 遠山の金さんVS女ねずみ （1997年、テレビ朝日）南町奉行同心・橋本鉄太郎役
- 金さんVS女ねずみ （1998年、テレビ朝日）瓦版屋・辰吉役

### 映画
- トイ・ソルジャー （日本語吹き替え版ビデオにて声優出演）
- 天使のウィンク　日光猿軍団（1995年3月25日公開）- 主演・佐竹耕一 役

### Vシネマ
- バトル・チャレンジャー/激走
- どチンピラ10
- 極道おとこ塾 （轟三太役）

### ラジオ
- 少年忍者のMidnight War （文化放送）
- 忍者、ナン者、モン者!! （ABCラジオ）
- 忍者の今夜もお祭り （文化放送）
- 忍者のハート・ロック 三十分一本勝負 （文化放送）

### 舞台・ミュージカル
- ザ・サスケ （1985年）
- 「少年隊ミュージカルPLAYZONE」シリーズ （通称・プレゾン、PZ）

1. PLAYZONE　"MYSTERY" （1986年）
2. PLAYZON'87 TIME-19 （1987年）
3. PLAYZONE'88　カプリッチョ ―天使と悪魔の狂想曲― （1988年）
4. PLAYZONE'89 Again （1989年）
5. PLAYZONE'90 MASK （1990年）
6. PLAYZONE'95 KING&JOKER （1995年）

- つかこうへいの今日子 （1989年、1日だけゲスト出演）
- 幕末純情伝 （PARCO劇場、1989年、ゲスト出演）
- 砂の上のサンバ （1993年3月、青山劇場/サンシャイン劇場）ミゲル役
- 花の元禄 後始末 （1994年4月、三越劇場）紀伊國屋文左衛門の隠し子・文吉役
- 松竹ミュージカル「ジャスト・フォー・キックス〜BODYを鳴らせ!〜」 （1994年9月、サンシャイン劇場）主演
- 水戸黄門の妻〜花のさかりに〜 （1995年4月　三越劇場）水戸光圀の子で高松藩主の松平頼常役
- 女の一生（1996年3月 - 4月、芸術座）
- 必殺（1996年8月、京都・南座）
- KYO TO KYO'97秋公演（1997年 京都・シアター1200)
  - 忍者からは単独で出演。
  - 11月9日に行われた公演のうち2公演に忍者のメンバーと共に計4人でゲスト出演。忍者としてのグループでの活動はこの日が事実上最後となった。